# 安達渡嘉
安達渡嘉（日语： Atachitoka），日本漫畫家，是由角色畫師安達（日语： Atachi，12月14日—，出身於山形縣村山市）和背景畫師渡嘉敷（日语： Tokashiki，11月28日—，出身於沖繩縣那霸市）組成的女性組合。代表作是《流浪神差》。

## 經歷
曾擔任加藤元浩、高倉綠、志水明的助手。在《月刊少年Magazine》連載《ALIVE -最終進化少年-》（原作：河島正）中首次亮相。

## 作品列表
- ALIVE -最終進化少年-（原作：河島正，《月刊少年Magazine》2003年5月號—2010年3月號，全21冊）
一時曾經企劃製作動畫[1]。
- 流浪神差（《月刊少年Magazine》2011年1月號[2]—2024年2月號[3]，全27冊）
2014年1月起播出電視動畫。